# Villa Kikut

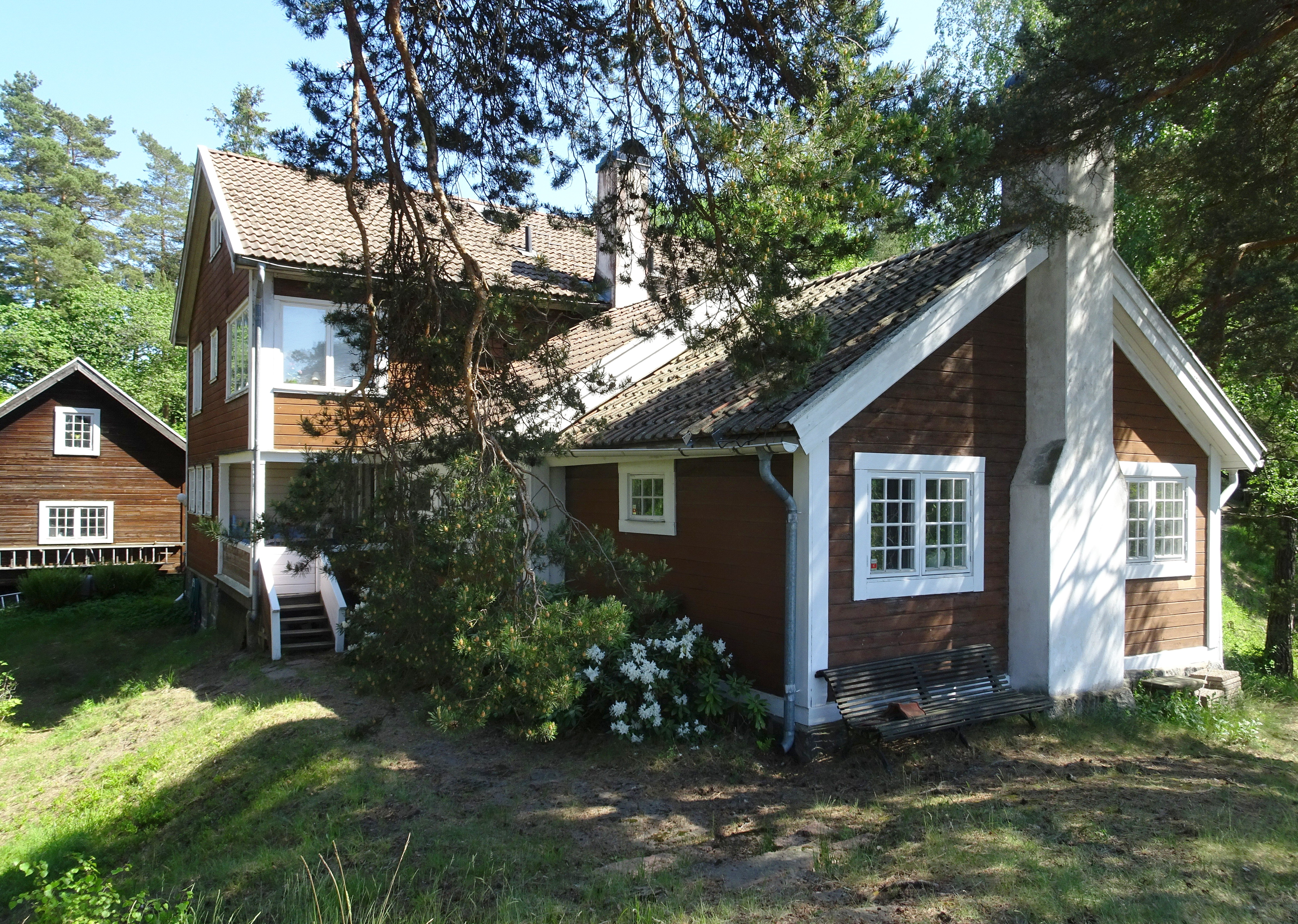
Villa Kikut i maj 2018.

Villa Kikut är en kulturhistoriskt intressant byggnad vid Huddingevägen 492 i Tullinge, Botkyrka kommun, Stockholms län. Villan ligger på en höjd med vidsträckt vy över Tullingesjön och beboddes permanent mellan 1912 och 1926 av tonsättaren Alice Tegnér.

## Historik

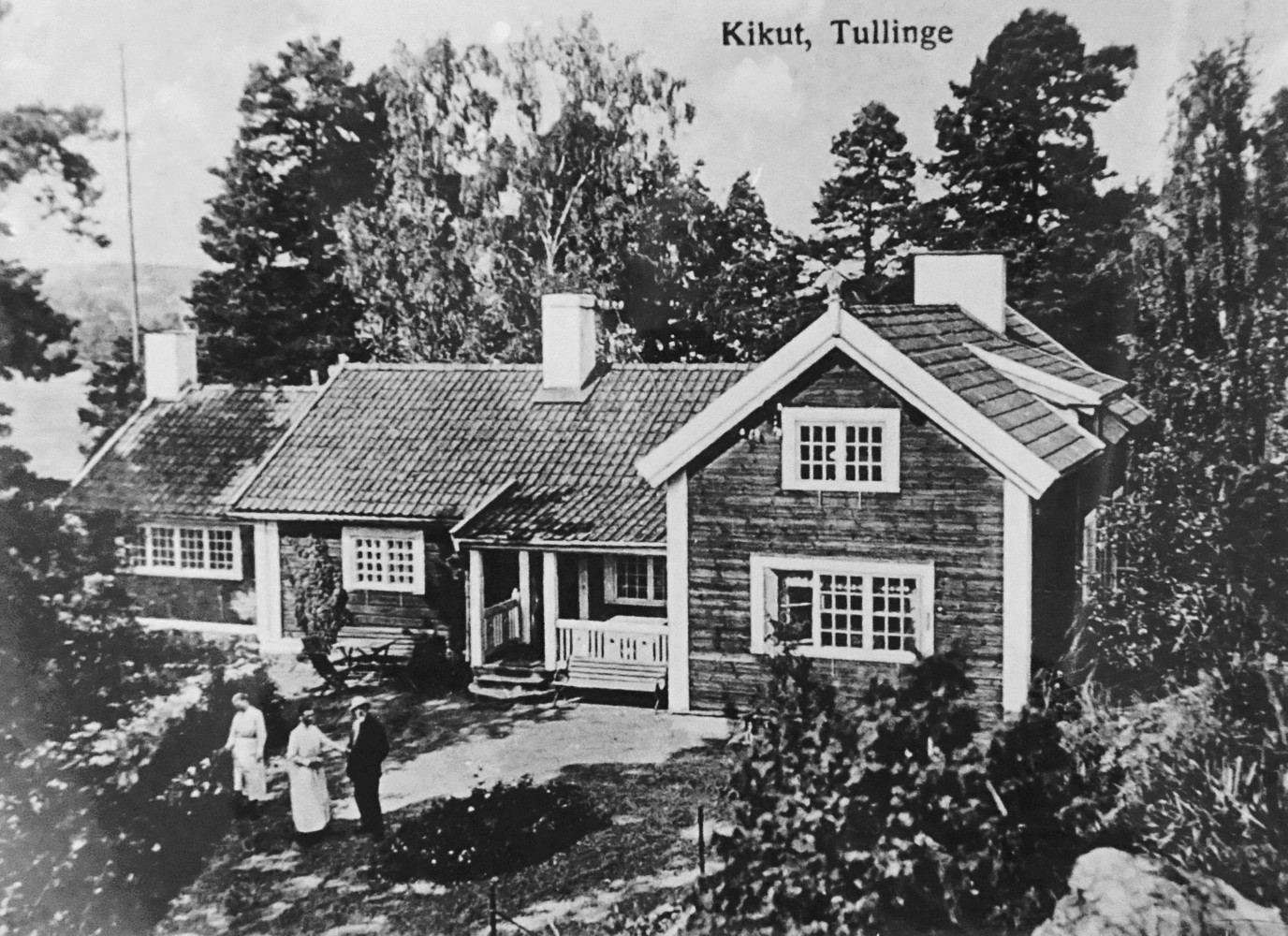
Villa Kikut 1915–1920.

I likhet med så många andra gårdar i Stockholms närhet började kring sekelskiftet 1900 även Tullinge gårds marker exploateras för villabebyggelse. Drivande kraft var Tullinge AB som tillträdde ägandet av egendomen Tullinge 1905. Bolagets verkställande direktör var Jakob Tegnér, gift med Alice Tegnér. Tomterna var stora och såldes främst till välbärgade stockholmare. Vid den tiden var familjen Tegnér permanent bosatt i Villa Tegnabo i Djursholm och periodvis på Tullinge gård. 
Början till Kikut uppfördes 1907 på initiativ av Jakob Tegnér och nyttjades som sommarhus. Byggnaden placerades med högt läge på Kungsberget och vidsträckt utsikt över Tullingesjön och fick namnet Kikut. Sommarhuset bestod då av en tillbyggd ryggåsstuga och ett litet gästhus.
År 1912 flyttade familjen Tegnér permanent till Kikut. Då hade ryggåsstugan kompletterats med några tillbyggnader och även gästhuset blivit större för att kunna ta emot besök från vännerna i Djursholm. Beslutet att flytta permanent till Tullinge ogillades starkt av Alice Tegnér, hon trivdes i Djursholm och kände sig isolerad i Tullinge. Efter makens död 1926 sålde hon Kikut och flyttade till Karlavägen i centrala Stockholm. Kikut ägdes sedan av agronomen Anders Bjelle, direktör vid Lantbrukarnas riksförbund. Under hans tid utfördes ytterligare ombyggnader och utökningar av bebyggelsen. Bjelle avled 1961 och därefter ägdes Kikut under många år av dennes änka Anna-Dagmar Bjelle (född Willén).

## Byggnadsbeskrivning

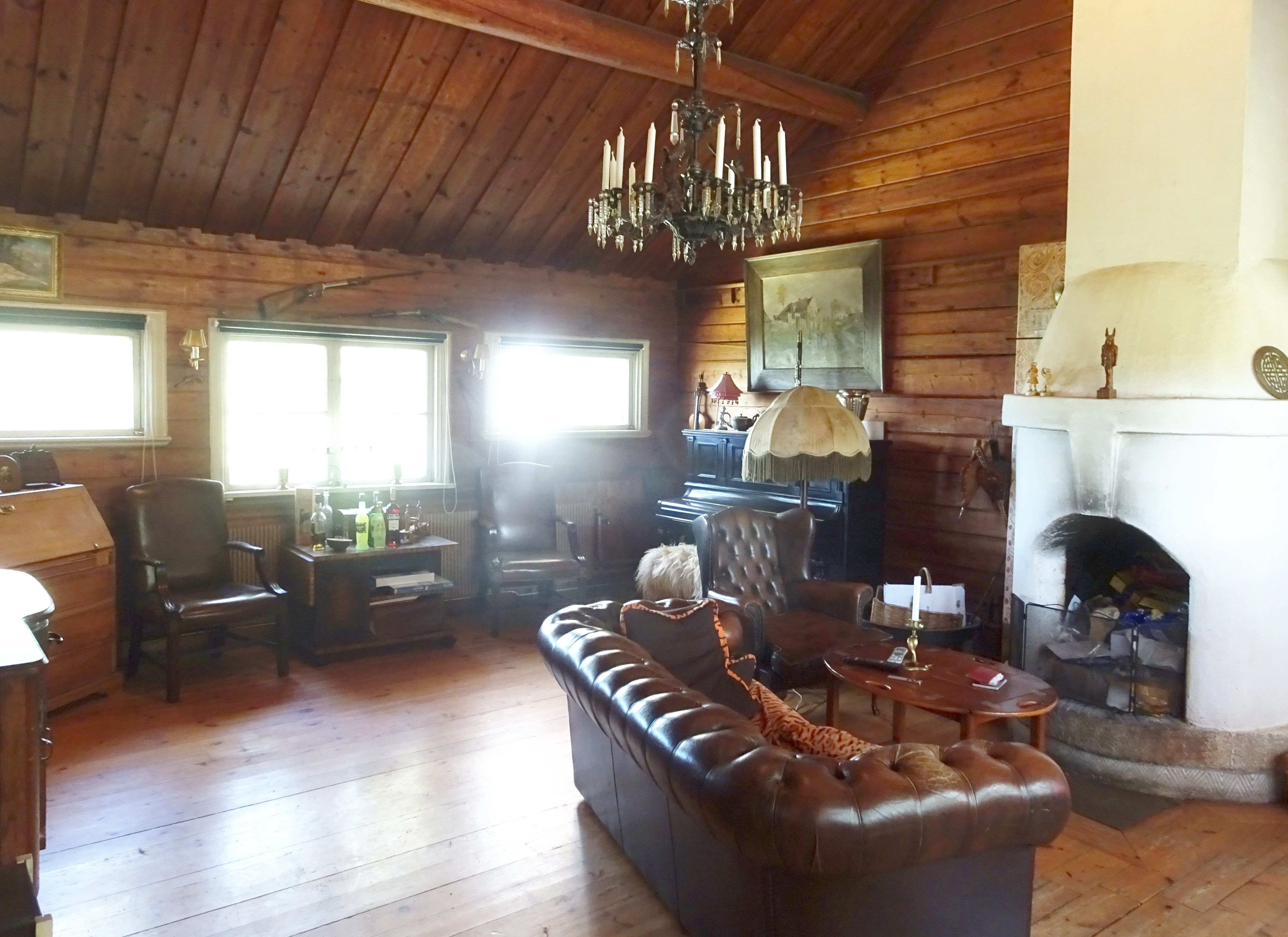
Interiör i storstugan.

### Huvudbyggnad
Kikuts huvudbyggnad består idag av flera byggnadskroppar med en respektive två våningar. Fasaderna är klädda med liggande brunfärgad träpanel under tegeltäckta sadeltak och med vita snickerier, foder och lister. Fönstren är småspröjsade. Ryggåsstugan har kvar sin ursprungliga fasad som utgörs av brunmålat liggtimmer. Gestaltningen är inspirerad av nationalromantiken med fornnordiska inslag. Arkitekten är okänd. Storstugan bevarar den ursprungliga, rustika interiören i ryggåsstugan. I söderfasaden finns en indragen förstukvist. På fasaden mot väst märks en utanpåliggande skorstensstock och på fasaden mot norr ligger en indragen, öppen veranda med blick över Tullingesjön. I ostfasaden finns en förstukvist under trefallstak.

### Annexbyggnad
Annexet uppfördes ursprungligen som gästhus och består av flera byggnader som är anordnade i U-form kring en innergård med öppningen mot norr. Gästhuset är liksom huvudbyggnaden formgiven i nationalromantikens stil. Materialval och färgsättningen korresponderar med huvudbyggnaden. I den ena norrgaveln finns en förstukvist under sadeltak som bärs upp av spiralprofilerade hörnstolpar. Gavelspetsen smyckas av ett tupphuvud.

## Bilder

Exteriör
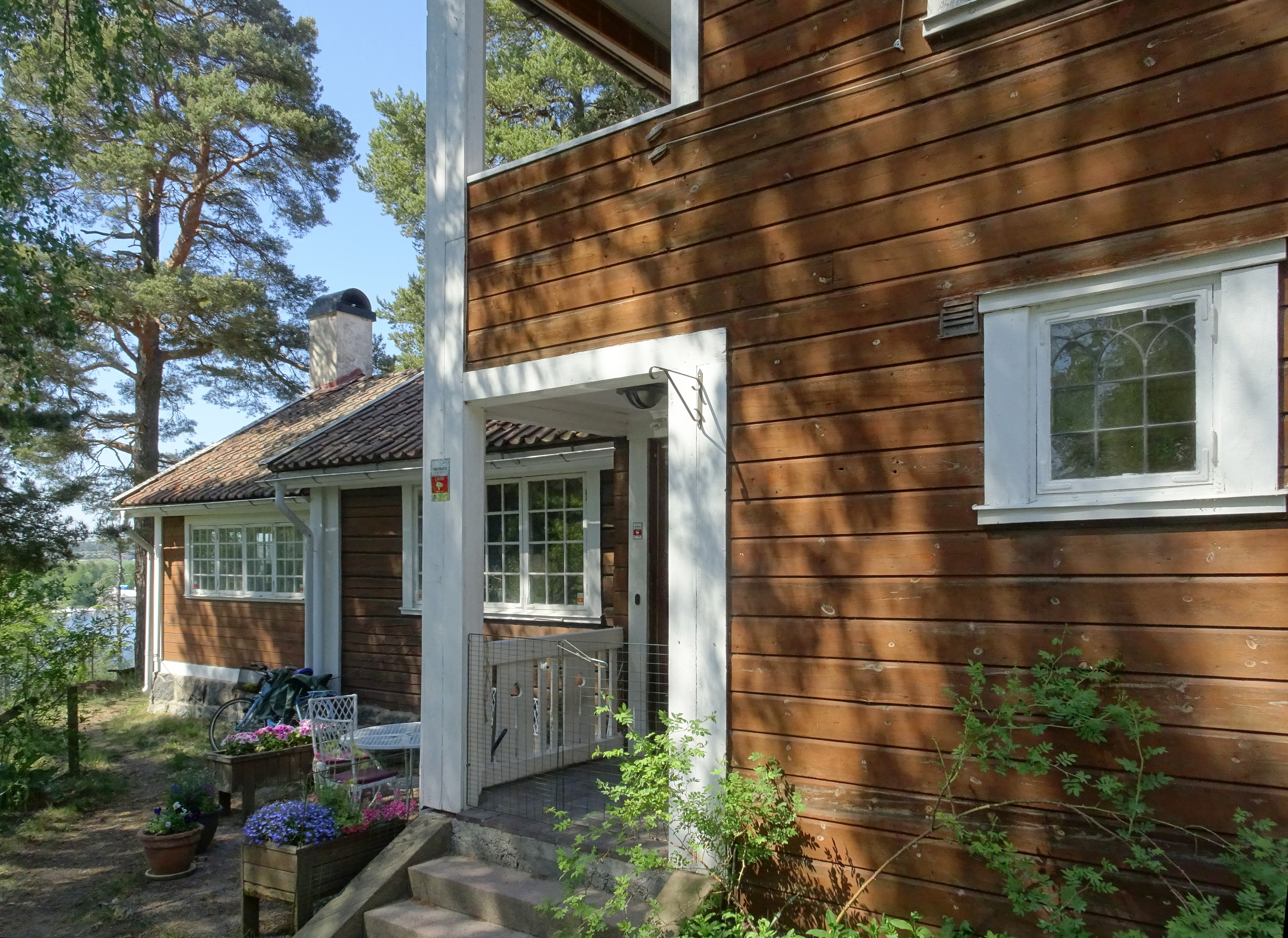
Huvudbyggnad, entré
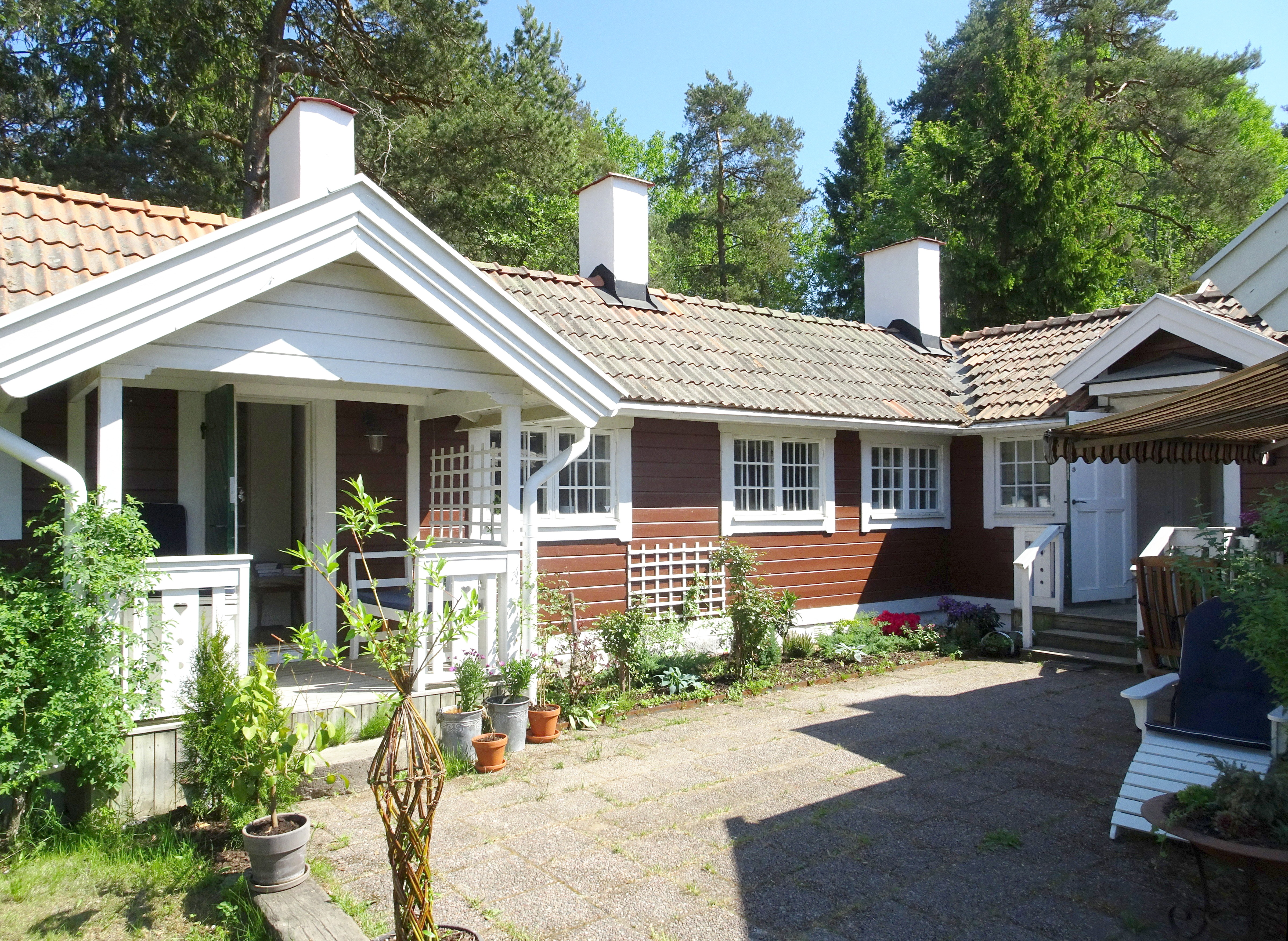
Gästhuset, innergård
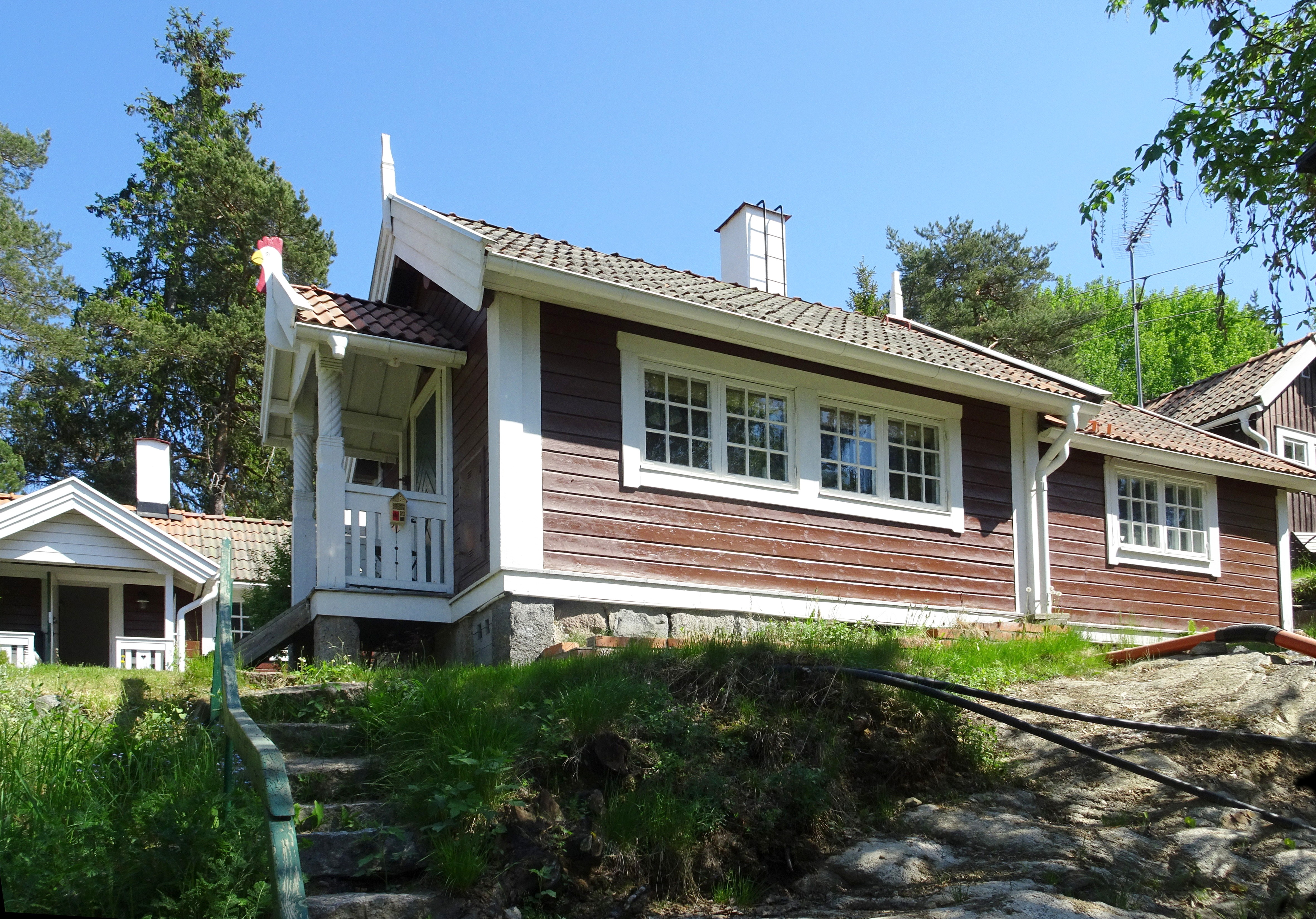
Gästhuset
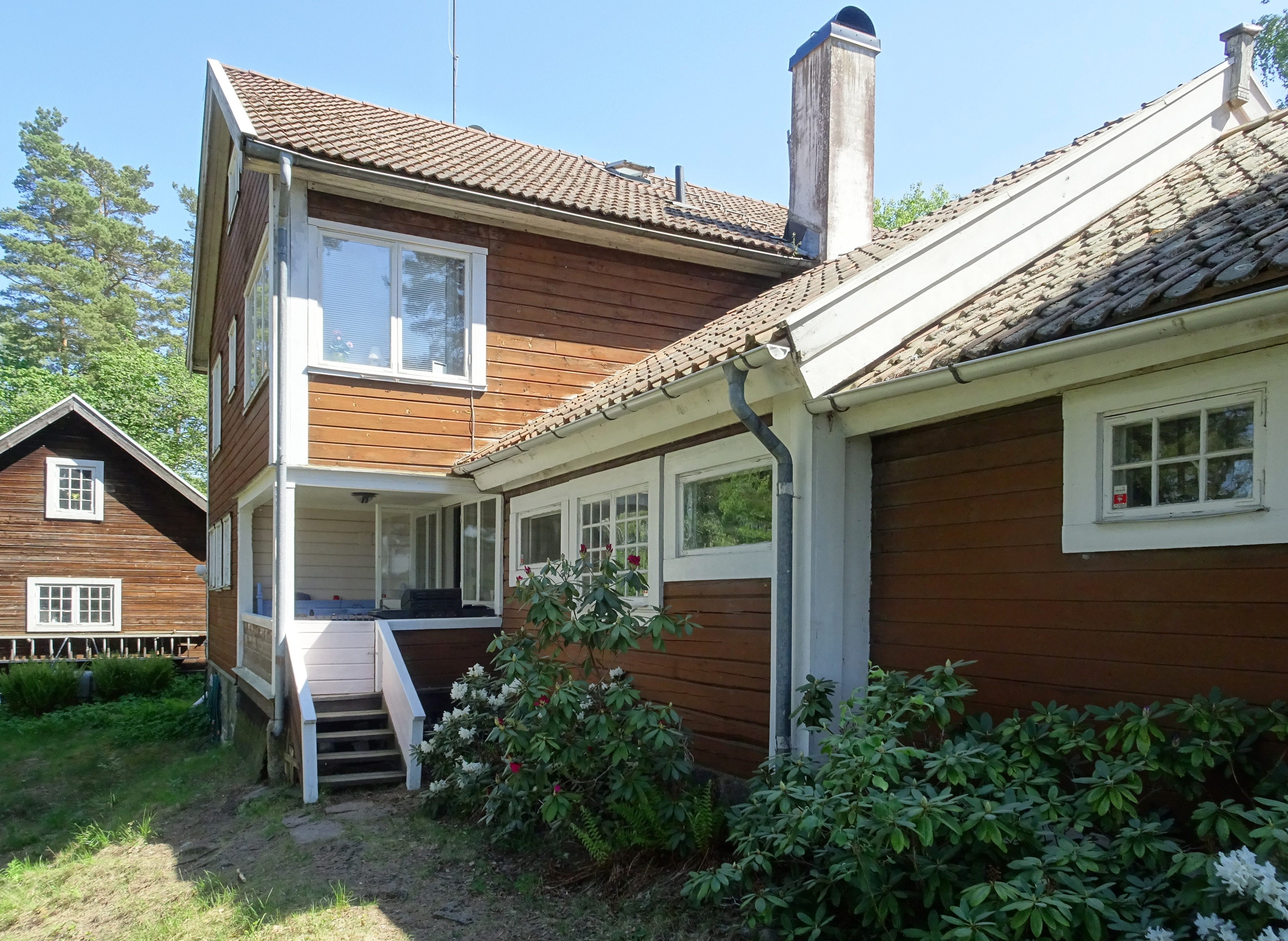
Huvudbyggnad, fasad mot norr

Interiör
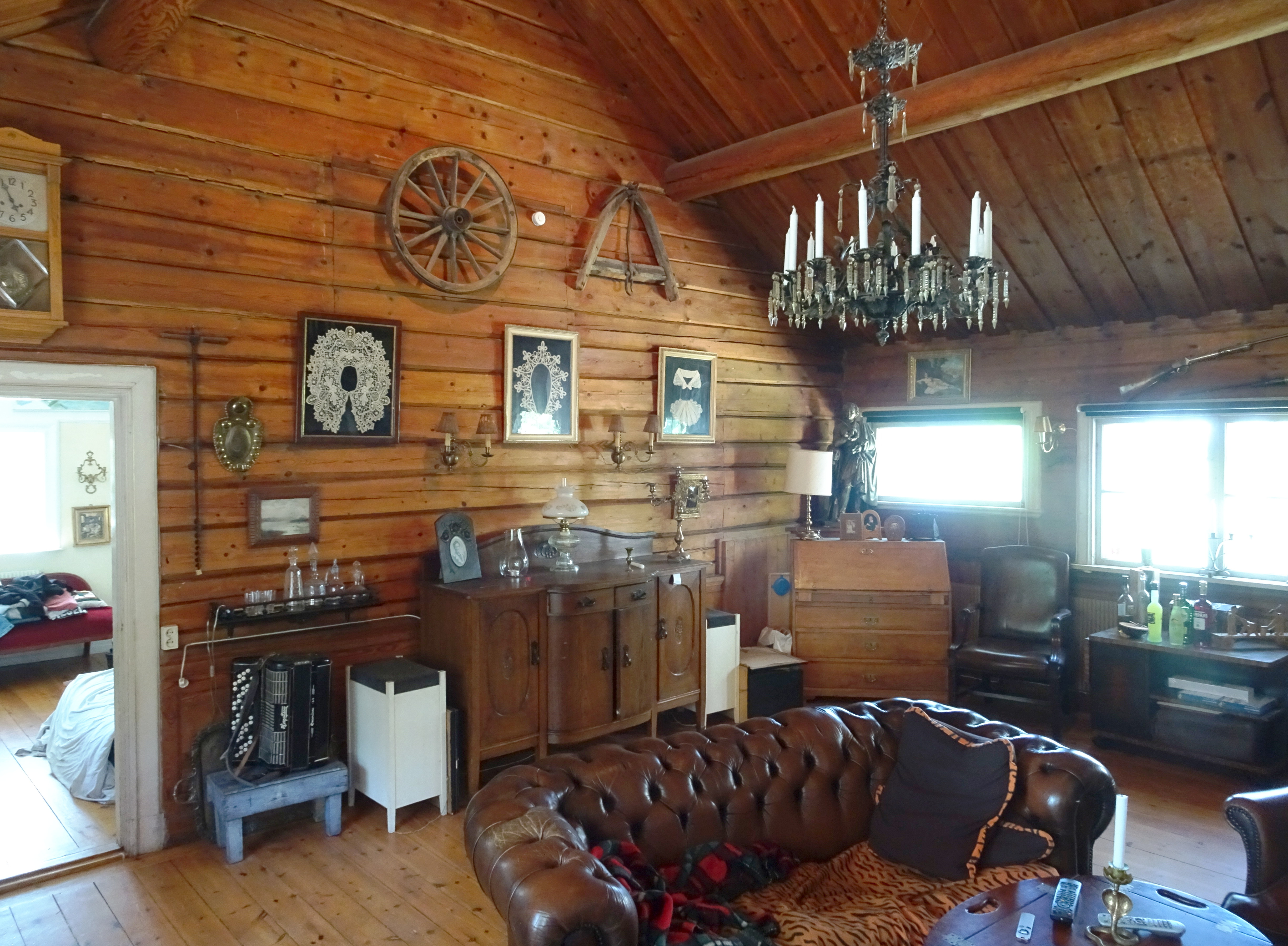
Storstugan
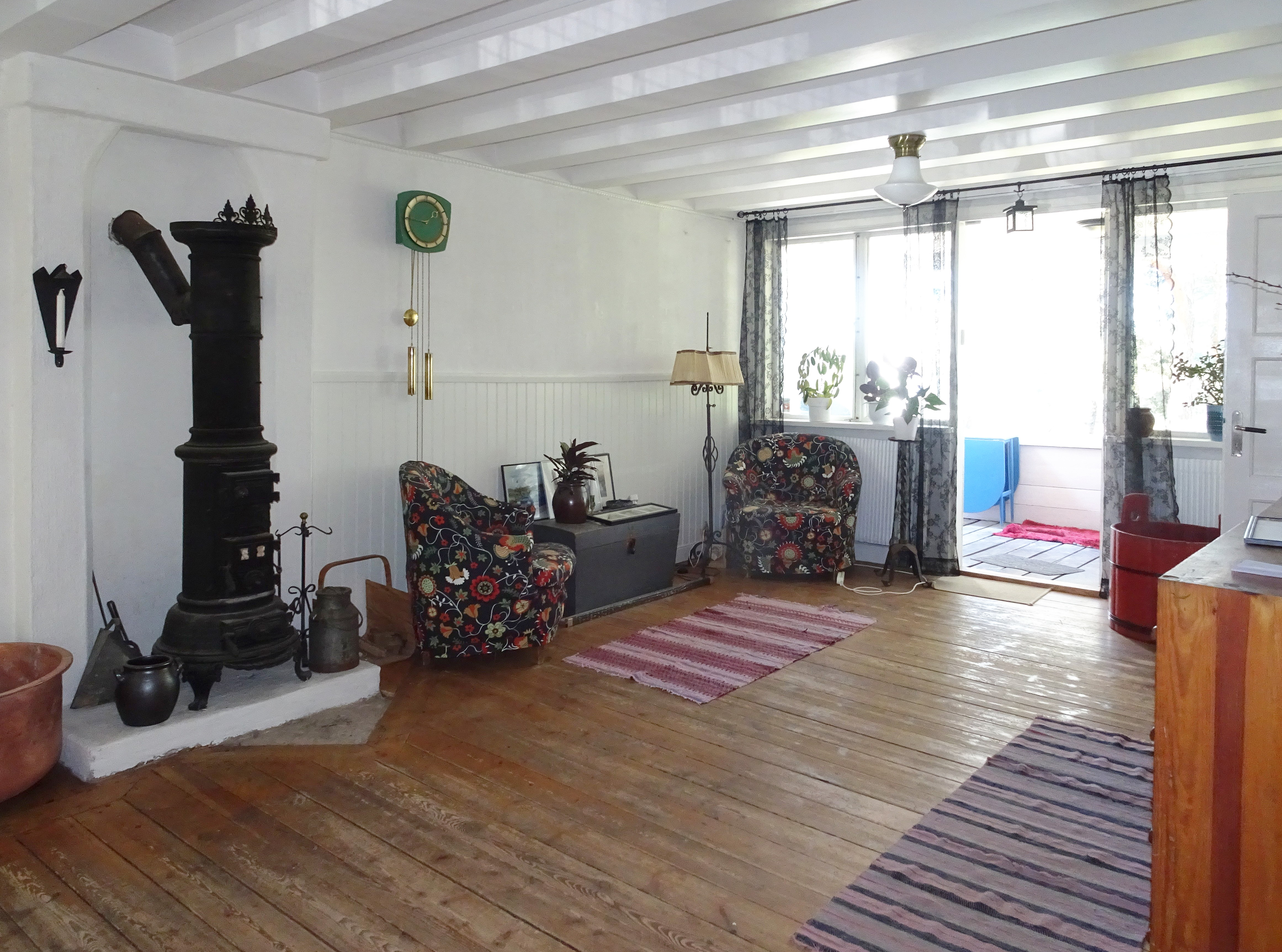
Verandarummet mot verandan
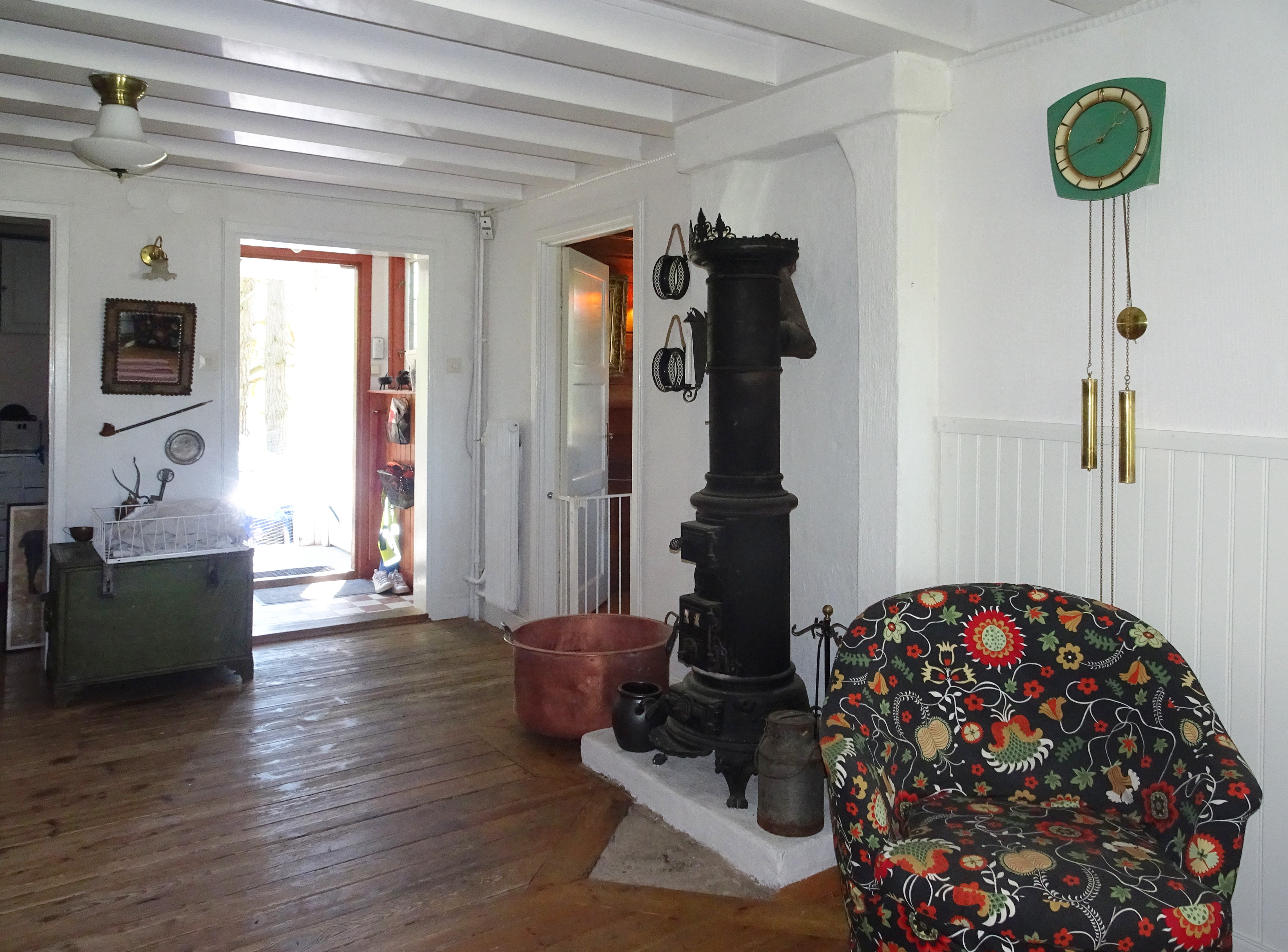
Verandarummet mot entrén
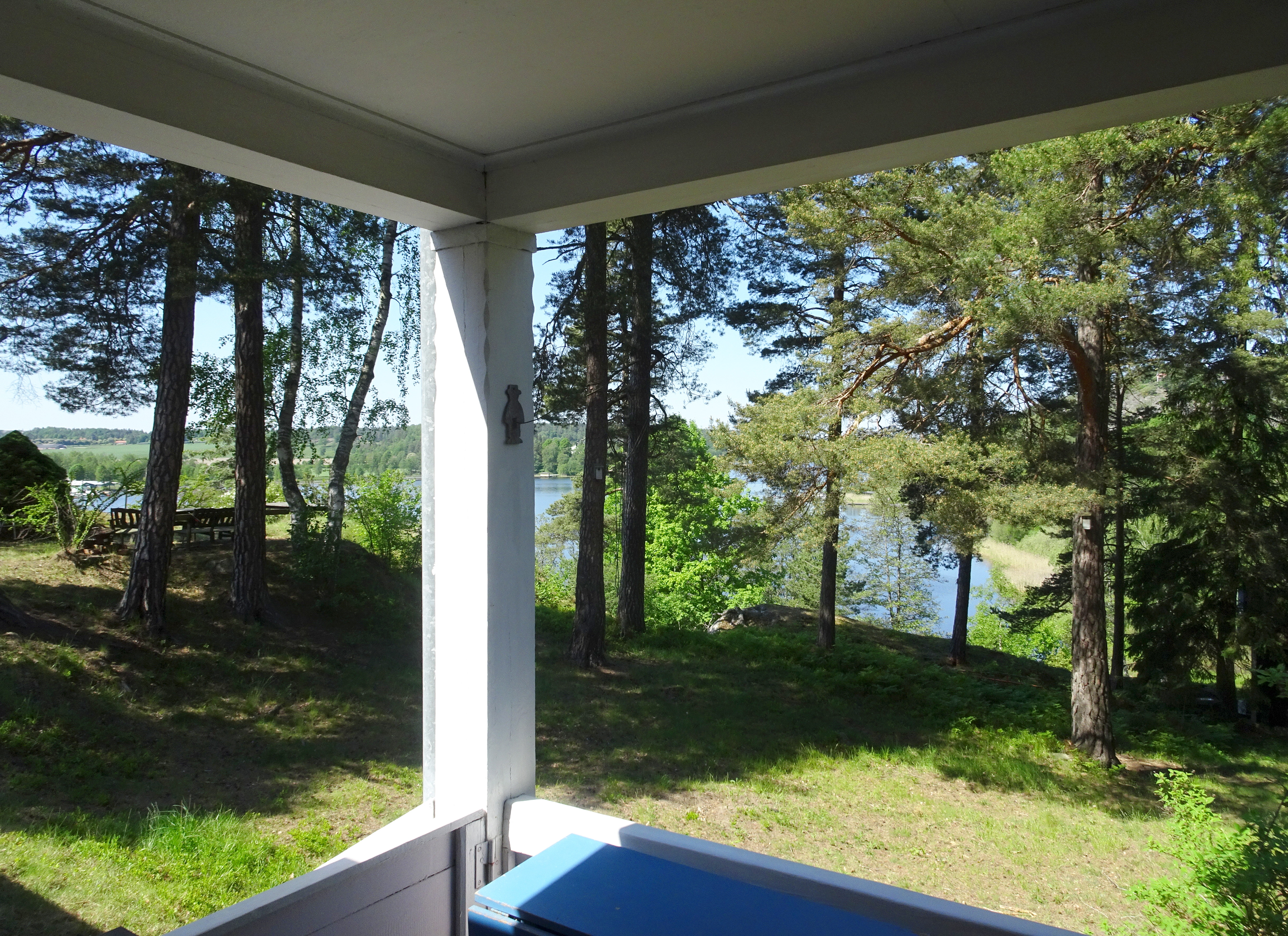
Utsikten från verandan